# Hans Semper

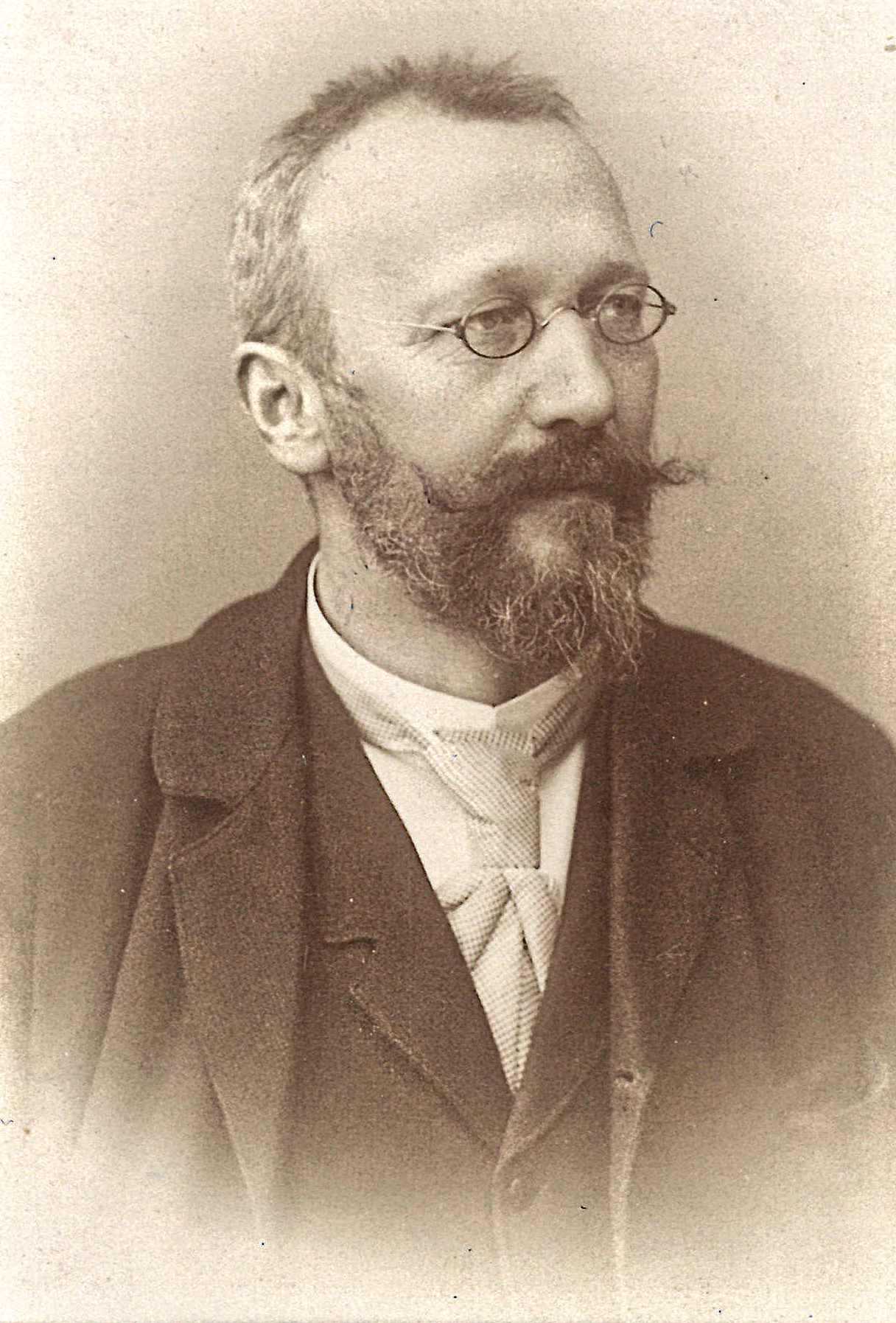
Hans Semper zur Zeit seiner Professur an der Universität Innsbruck

Hans Semper (* 12. März 1845 in Dresden; † 16. Mai 1920 in Innsbruck) war ein deutsch-österreichischer Kunsthistoriker.

## Leben
Hans Semper war der Sohn des Architekten Gottfried Semper. Nach dem Besuch der Grundschule in London und des humanistischen Gymnasiums in Zürich begann er 1863 ein Studium der Rechtswissenschaften und der Klassischen Archäologie an der Universität Berlin, 1864 bis 1866 studierte er Klassische Archäologie und Kunstgeschichte an der Universität München. 1869 wurde er, ohne dort studiert zu haben, an der Universität Zürich promoviert. Danach hielt er sich zu Studienzwecken in Italien auf. 1875 wurde er für Kunstgeschichte an der Universität Innsbruck habilitiert, ab 1876 war er dort als Privatdozent tätig, ab 1879 als außerordentlicher Professor, bis 1882 ohne Besoldung. 1885 wurde er erster ordentlicher Professor für Kunstgeschichte an der Universität Innsbruck.
Semper beschäftigte sich überwiegend mit der Kunst der Renaissance in Italien und in Tirol, aber auch mit deutscher und niederländischer Malerei, Elfenbeinplastik, kunstgewerblichen Themen und Künstlerbiographien. 
Er war mit Caroline von Becker-Dornfels (* 1856) verheiratet.

## Ehrungen
Er wurde für seine kunsthistorischen Studien unter anderem mit dem Orden der Krone von Italien und der goldenen Medaille für Kunst und Wissenschaften von Sachsen-Altenburg ausgezeichnet. Semper war zudem korrespondierendes Mitglied der historisch-litterarischen Gesellschaft „Società colombaria“ in Florenz und der historischen Gesellschaft von Carpi.

## Veröffentlichungen (Auswahl)
- Uebersicht der Geschichte toskanischer Sculptur bis gegen das Ende des 14. Jahrhunderts. Dissertation Zürich 1869 (archive.org).
- Donatello, seine Zeit und Schule. Braumüller, Wien 1875 (Digitalisat).
- Gottfried Semper. Ein Bild seines Lebens und Wirkens mit Benutzung der Familienpapiere. S. Calvary & Co., Berlin 1880 (archive.org).
- Donatellos Leben und Werk. Eine Festschrift zum 500-jährigen Jubiläum seiner Geburt in Florenz. Verlag der Wagner’schen Universitaets-Buchhandlung, Innsbruck 1875 (archive.org).
- Wandgemälde und Maler des Brixner Kreuzganges. Verlag der Wagner’schen Universitaets-Buchhandlung, Innsbruck 1887 (archive.org).
- Altes und Neues in Rhythmus und Reim. Karl W. Hiersemann, Leipzig 1905 (archive.org).
- Michael und Friedrich Pacher: ihr Kreis und ihre Nachfolger. Zur Geschichte der Malerei und Skulptur des 15. und 16. Jahrhunderts in Tirol. P. Neff, Esslingen a. N. 1911 (archive.org).